# آصفی هروی
آصفی هروی، آصف ابن نعیم‌الدین نعمت‌الله علی قُهِستانی (درگذشت: ۹۲۳ ه‍.ق /۱۵۱۷ م)، شاعر عصر تیموریان بود. وی شاگرد جامی بود و مورد توجه بدیع‌الزمان میرزا تیموری قرار گرفت و در دربار سلطان حسین بایقرا نیز کار می‌کرد.

## زندگی
آصفی هروی، آصف (۹۲۳–۸۵۵ق)، متولد هرات، شاعر. پدرش وزیر سلطان ابوسعید تیموری بوده است و ظاهراً بنا بر سابقه‌ای که به وزیران لقب آصف (وزیر حضرت سلیمان) می‌دادند، کلمهٔ «آصفی» را تخلص خویش قرار داده است. جد آصفی، علاءالدین علی نیز در عهد امیر تیمور خدمت دیوانی می‌کرده است. آصفی با امیرعلیشیر نوایی محشور بود و نزد شاهزاده میرزا بدیع‌الزمان تقرب داشت و خدمت سلطان حسین بایقرا را نیز دریافت. خواجه آصف غزل و قصیده را نیکو می‌سرود و در رباعی و مثنوی نیز استادی داشت، و مثنویی نیز بر وزن «مخزن الاسرار» سروده است. «دیوان» اشعار او به اهتمام هادی ارفع به طبع رسیده است. هر چند در تاریخ وفات او بین ۹۲۰ تا ۹۲۸ ق اختلاف آراء وجود دارد، ولی بنا بر مادهٔ تاریخی که در مرگ وی در «تذکرهٔ نصرآبادی» آمده است چنین برمی‌آید که ۹۲۳ ق صحیح‌تر باشد.